# El Unicornio (barco)
El Unicornio (La Licorne en francés) es un barco ficticio que aparece en la serie de cómics Las Aventuras de Tintín, creada por el belga Hergé. Su primera aparición tuvo lugar en el álbum El secreto del Unicornio.
Su capitán fue el Caballero Francisco de Hadoque, al servicio del rey Luis XIV.

## Historia y hundimiento
Fue en el año 1698, que El Unicornio partió rumbo a Europa desde la Isla de Santo Domingo, en el mar de las Antillas. 
Tras dos días de buen viento navegando rumbo al este, el vigía anuncia un barco «pirata» a babor. El Unicornio, intentando escapar del navío filibustero, vira alejándose de este. Sin embargo, los piratas son más rápidos que El Unicornio. El Caballero Francisco de Hadoque ordena cargar los cañones, dispara contra el barco enemigo y le alcanza con sus disparos. El pirata comandante del barco enemigo, Rackham el Rojo, anuncia al Galeón Real que será una lucha sin cuartel por medio de izar una bandera roja en el palo de mesana. El pirata también se coloca detrás del Unicornio para evitar el fuego de los cañones, y luego pasa bajo la popa de este. Los filibusteros suben al abordaje, y varios hombres de ambos bandos son muertos y heridos. Durante el combate, Francisco mato al lugarteniente de Rackham el Rojo, Diego el Navarro. 

### Muerte deRackham el Rojo
Finalmente Francisco fue hecho prisionero de los piratas después de que le cayera una polea en la cabeza y perdiera el sentido.
Despertó amarrado en la cubierta al palo mayor. Tras un encuentro con Rackham el Rojo, quien le dijo que sus piratas lo matarían, espero hasta la noche. Habiendo anochecido se liberó el Caballero de sus ataduras y bajó a la santabarbara del barco (donde se guardaban todas las municiones y la pólvora). Tras un combate singular con Rackham el Rojo, donde este resultó muerto, el Caballero de Hadoque hizo saltar el Unicornio en mil pedazos con la pólvora que estaba guardada, pero no sin antes escapar en el bote gallinero a una isla en la que el barco había atracado.
Dos años vivió allí con los indígenas, quienes le hicieron un fetiche al Caballero. Este, por su parte, clavo una cruz en la cima del monte de la isla y contó allí los días que pasaban con una raya pequeña para los días de la semana y una grande para los domingos, así como Robinson Crusoe.

### Salvamento delcapitán Hadoque
Después, un barco le recogió y lo devolvió a su país. Allí escribió sus memorias, que fueron heredadas por sus hijos hasta el Capitán Haddock. Además, fabricó tres modelos del Unicornio en miniatura para sus tres hijos. Él les había dicho que removieran el palo mayor, para «que la verdad fuera completa». Lo que no sabían sus hijos era que al remover el palo mayor se encontraba un pergamino, que, al unirlo con los otros dos, revelaba las coordenadas donde estaba la isla cerca de la cual se hundió el Unicornio. Esa isla no aparece en ningún mapa.